# William Blake
William Blake (28. listopadu 1757 Londýn – 12. srpna 1827 Londýn) byl anglický malíř, básník a tiskař. Zatímco během svého života byl nepochopený a prakticky neznámý, dnes je považován za významnou osobnost v historii poezie i výtvarného umění preromantismu.

## Život

### Mládí
Narodil se v 28 Broad Street v londýnské čtvrti Soho do rodiny londýnského obchodníka s pánským prádlem a punčochovým zbožím Jamese Blakea. Mnohé důkazy ukazují na to, že rodina alespoň v době Blakeova dětství netrpěla chudobou. Byl třetím ze sedmi dětí, z nichž dvě se nedožily dospělosti. Pokřtěn byl 11. prosince v kostele sv. Jakuba, Piccadilly. Do školy chodil pouze tak dlouho, aby se naučil číst a psát, odešel v deseti letech, později ho učila doma jeho matka Catherine Blake (narozena Wright). Už jako dítě sbíral reprodukce děl Raffaela, Michelangela a Dürera a během učení se seznámil se středověkým uměním.
Téměř celý život prožil v londýnské části Lambeth – až na tříletý pobyt ve Felphamu, kde se mu příliš nedařilo, protože nedokázal vyjít s Williamem Haylem, který celý jeho pobyt financoval a přál si stát se Blakeovým patronem.
Dne 18. srpna 1782 se ve svých dvaceti pěti letech oženil s dvacetiletou Catherine Boucher, dcerou zahradníka (v St Mary’s Church v Battersea). Catherine neuměla psát, proto je na oddacím listu podepsána: „X“. Blake ji naučil číst, psát a také kolorovat jeho kresby. Manželství zůstalo bezdětné, Blake Catherine ale označoval za svého anděla a mnohé zdroje uvádějí, že vztah mezi nimi byl velmi harmonický.

### Myšlení a názory

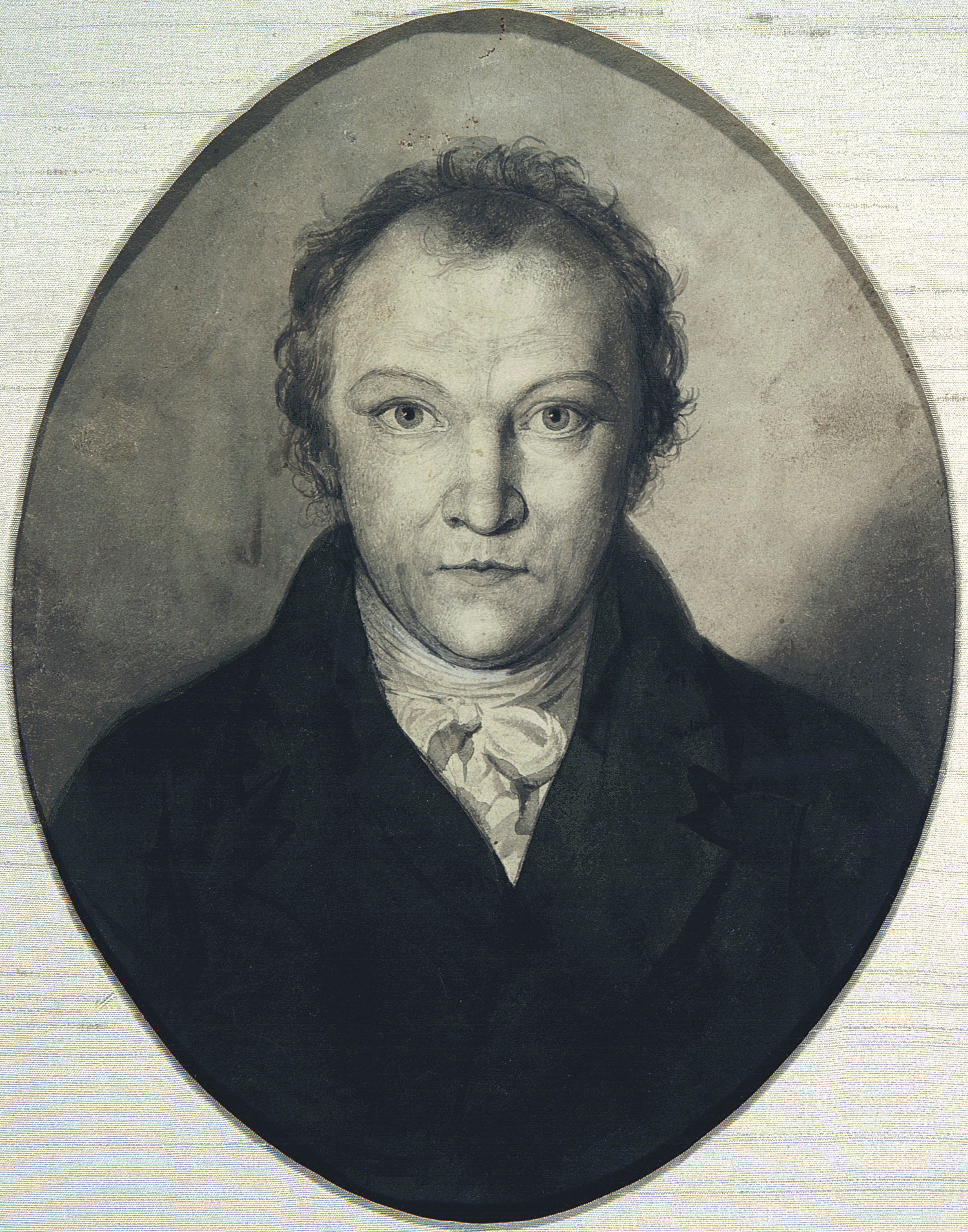
Autoportrét z roku 1802.

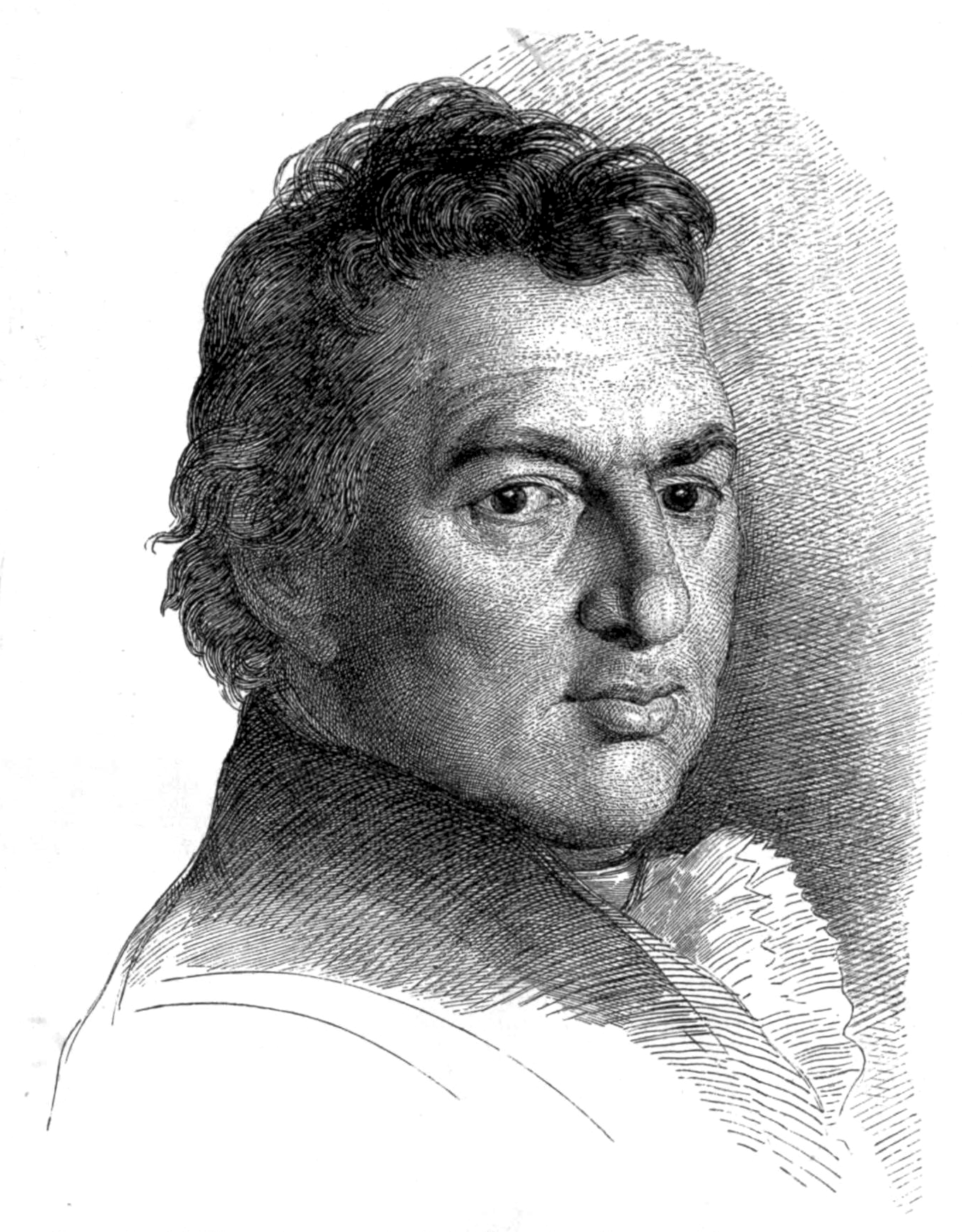
William Blake, rytina od Johna Linnella.

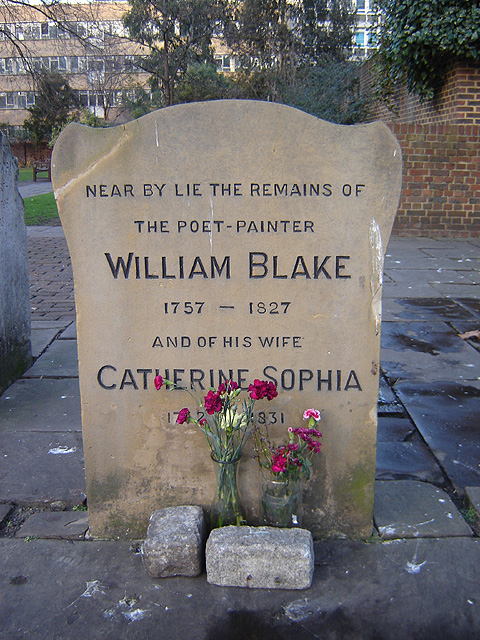
Blakeův hrob, Bunhill Fields, Londýn

Blake byl silně věřící, neuznával ale anglikánskou církev a později ani žádnou jinou organizovanou formu křesťanství. Jednu dobu měl blízko ke katolicismu – obdivoval středověkou křesťanskou mystiku, ale postupně se názorově přiblížil manicheismu. Jeho velkým a celoživotním zdrojem inspirace byla Bible, zejména starozákonní proroci, ale i Nový zákon.
Během svého života měl finanční problémy. Jeho hlavním oborem bylo rytectví, ale rytiny byly koncem 18. století považovány za zastaralou formu umění. Ani tak se rytectví nechtěl vzdát a rozešel se kvůli tomu se spoustou ochotných mecenášů.
V jeho staromilectví tkvěla obrovská rozporuplnost, protože v některých věcech byl naopak velmi inovátorský a revolucionářský. Podporoval Americkou revoluci a po určitou dobu života sympatizoval s myšlenkami Velké francouzské revoluce; chvíli se pohyboval v politických kruzích kolem radikálně smýšlejících osobností, včetně Josepha Johnsona (nakladatel), Williama Godwina, Thomase Paina a dalších. Nikdy nevstoupil do žádné politické strany.

### Mysticismus
Kromě rytectví psal a maloval, v čemž mu pomáhaly jeho bohaté vize, které sám popisoval jako nespecifické, ale jasné hypnagogické obrazy přicházející mezi spánkem a probuzením. Věci se mu ve vizích jevily v jiných podobách, například slunce jako hostitel velebeného Boha a tygr jako ztělesnění kreativní a zároveň destruktivní energie. Vedle vizí budoucnosti se mu zjevovali také mrtví přátelé a andělé. Jednoznačně ale odmítal být označován za jasnovidce nebo fantastu.
Ve zralém věku usiloval o vytvoření vlastní mystické filosofie navazující na Jakoba Böhma, Paracelsa a Emanuela Swedenborga. Zabýval se problémem zla a stal se manicheistou. Rytinu jeho „mystické svatby“ převzal na obálku svého zásadního díla o mystice Ohnivý keř český autor Karel Weinfurter.

## Literární činnost

### Literární význam
Blake byl nepochopený za života, upozaďován po smrti, a nakonec zapomenut, až jeho životopis začal zpracovávat Alexander Gilchrist (asi 1860). Kniha Life of William Blake okamžitě změnila Blakeovu pověst. Skutečně doceňován začal být až ve 20. století. Zasloužili se o to zejména Geoffrey Keynes, Northrop Frye a S. Foster Damon.
Mnohé osobnosti uměleckých kruhů, například June Singer, tvrdily, že Blake předběhl svou dobu. Diana Hume George dokonce prohlašovala, že Blake může být považován za předchůdce Sigmunda Freuda.
V padesátých letech 20. století měla Blakeova tvorba obrovský vliv na beatníky a zejména na velikány, jakými byli Allen Ginsberg, Bob Dylan, Jim Morrison, Van Morrison a Aldous Huxley. Zpěvák Iron Maiden Bruce Dickinson je velkým obdivovatelem Williama Blakea, zhudebněnou báseň Jerusalem můžeme najít na albu The Chemical Wedding.
V roce 2002 se William Blake umístil na 32. místě v průzkumu BBC o 100 nejvlivnějších Britů.

### Básnické dílo
Mnohé z jeho prvotních literárních počinů provází pastorální motivy, jako třeba beránek v básni Beránek (Zpěvy nevinnosti – 1789, Zpěvy zkušenosti – 1794). Zpěvy nevinnosti bývají někdy kritiky označovány za až příliš naivní, Blake, kterému v době jejich vzniku bylo 30 let, se vrací do dětství a ve světě hledá, nachází a obdivuje krásu. V kontrastu k nim jsou právě Zpěvy zkušenosti, které zobrazují jakési rozčarování, uvědomění si zákonů, které lidskou duši svazují, a objevuje se zde mnohem více symbolů.
Významný je také Blakeova báseň Tiriel, kde se opět vrací k nevinnosti dítěte a příkazů, jež ho poutají, tentokrát ze strany rodičů, a také pozdější Kniha Thel, v níž se objevuje většina motivů vycházejících z Blakeových vizí. Nejznámější Blakeovou básní je ale bezesporu Tygr (The Tyger).

### Bibliografie

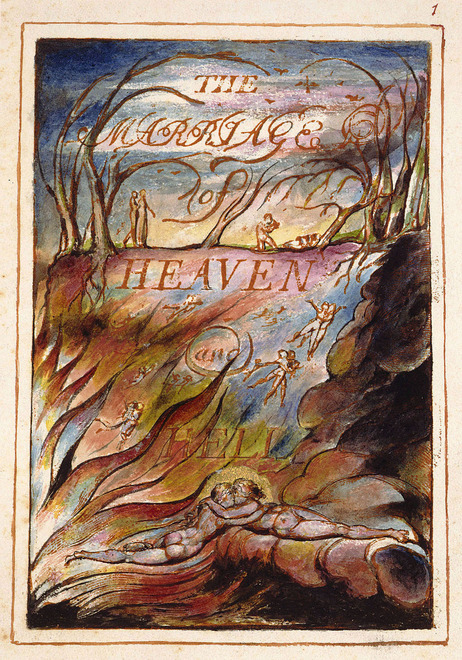
Snoubení nebe a pekla

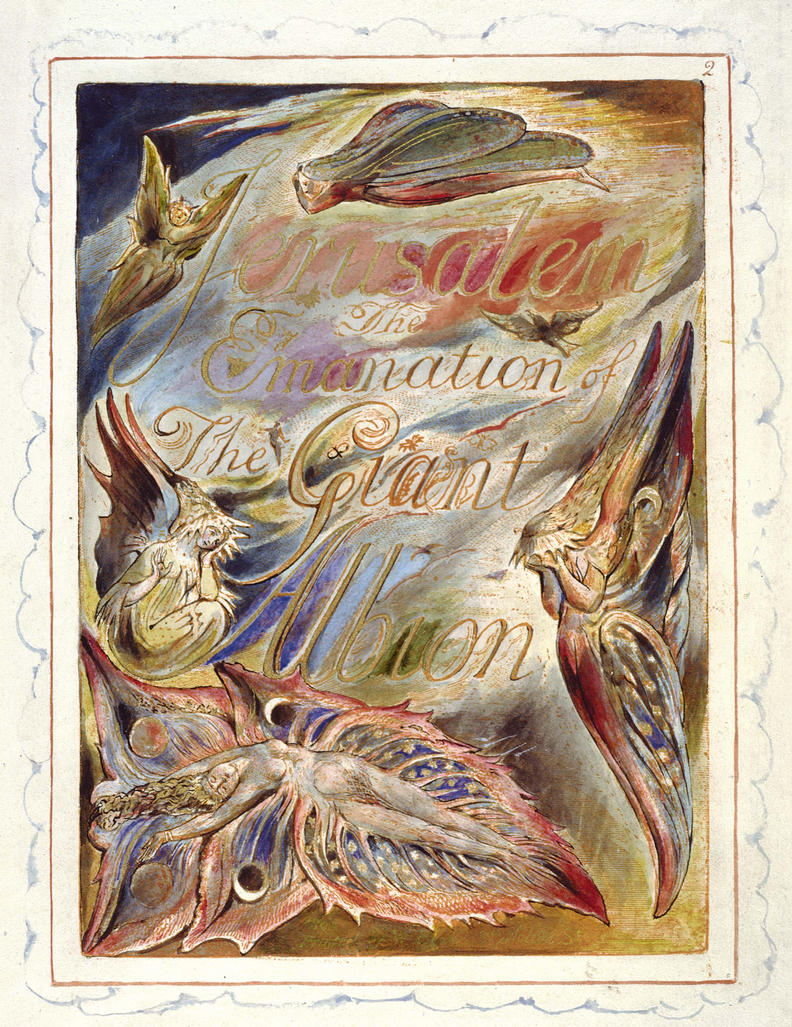
Jerusalem The Emanation of the Giant Albion

### Odraz v kultuře
- Songs and Proverbs of William Blake (1965, Písně a přísloví Williama Blakea), cyklus písní anglického hudebního skladatele Benjamina Brittena na texty vybrané z Pekelných přísloví a Zpěvů zkušenosti.[19]
- Songs of Innocence and of Experience (1967), folkrockové album amerického básníka Allena Ginsberga.[20]
- Songs of Innocence a Experience (1984), cyklus písní pro sólisty, sbory a orchestr amerického hudebního skladatele a klavíristy Williama Bolcoma na Blakeovy texty.[21]
- Tiriel (1985, Тириэль), opera na vlastní anglické libreto ruského skladatele žijícího v Anglii Dmitrije Smirnova. Je založená na této Blakeově prorocké knize a na některých jeho dalších básních, především na Zpěvech nevinnosti a zkušenosti. Libreto bylo později přeloženo do ruštiny.
- Thel (1986, Тэль), druhá opera na vlastní anglické libreto skladatele Dmitrije Smirnova založená na Blakeově prorocké knize. Libreto bylo později přeloženo do ruštiny.
- The Marriage of Heaven and Hell - Part I. (1995) a The Marriage of Heaven and Hell - Part II. (1996), alba americké power metalové skupiny Virgin Steele inspirované dílem Snoubení nebe a pekla.[22]
- The Chemical Weddings (1998), album anglického hevymetalového zpěváka a skladatele Bruceho Dickinsona inspirované prorockými knihami a další poezií Williama Blakea.
- Songs of Innocence (2014) a Songs of Experience (2017), alba irské rockové skupiny U2 inspirované stejnojmennými Blakeovými díly. Zpěvák Bono si z nich vypůjčil nápad porovnávat osobu, kterou se člověk stane na základě zkušeností, s osobou ve věku nevinnosti.[23] Mnoho textů obsahuje dialog mezi nevinností a zkušeností.[24]

### Česká vydání
- Překlady několika básní uveřejnil Jaroslav Vrchlický ve své knize Moderní básníci angličtí, Praha: Josef R. Vilímek (1898).
- Tiriel, Olomouc: Čeněk Beran (1927), přeložil Otto František Babler.
- Výbor básní, Praha: Jan Otto (1929), přeložil Jaroslav Skalický.
- Snoubení nebe a pekla, Olomouc: Čeněk Beran (1931), přeložil Otto František Babler.
- Tři prózy, Praha: Edice MDN (1935), přeložil Arnošt Vaněček.

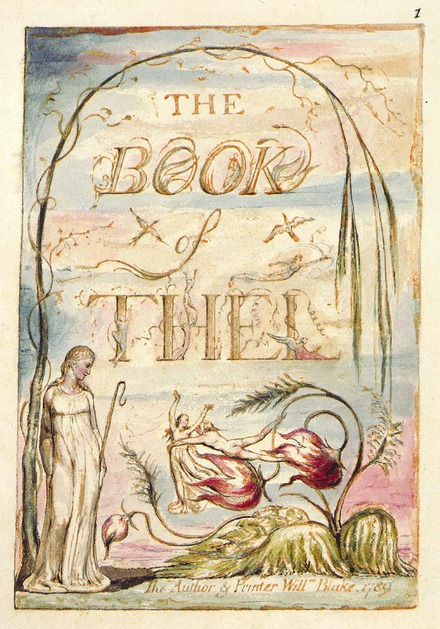
Kniha Thel, Svatý Kopeček (1935), přeložil Otto František Babler.
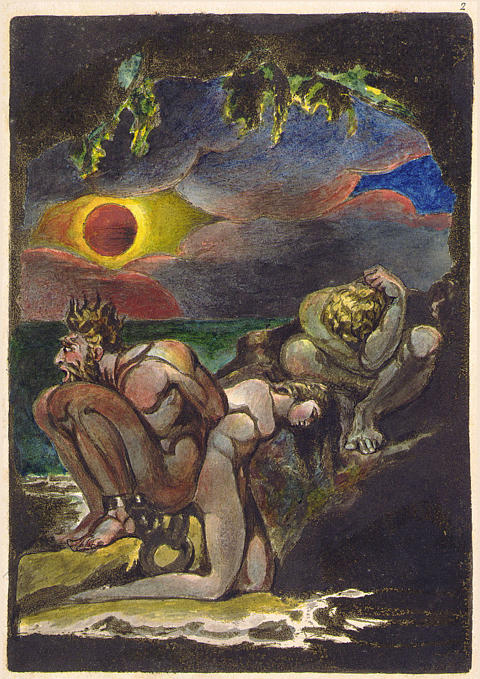
Vidění dcer Albionových, Praha: Jaroslav Picka (1939), přeložil Arnošt Vaněček.
- Kniha Ahánie, Praha: Jaroslav Picka (1945), soukromá bibliofile.
- Svět v zrnku písku, Praha: Mladá fronta (1964), přeložil Jiří Valja, znovu Praha: Lubor Maťa (2010), ISBN 978-80-7287-057-8.
- Napíšu básně kytkám na listy, Praha: Československý spisovatel (1981), přeložil Zdeněk Hron, znovu Praha a Litomyšl: Paseka 1996 a Praha: Garamond 2017. ISBN 978-80-7407-395-3.
- Snoubení nebe a pekla, Liberec: Dauphin (1994), přeložil Jaroslav Skalický a Otto František Babler.
- Snoubení Nebe a Pekla, Praha a Litomyšl: Paseka (1999), přeložila Sylva Ficová, souběžný anglický text na reprodukcích originálních grafických listů. ISBN 80-7185-234-1.
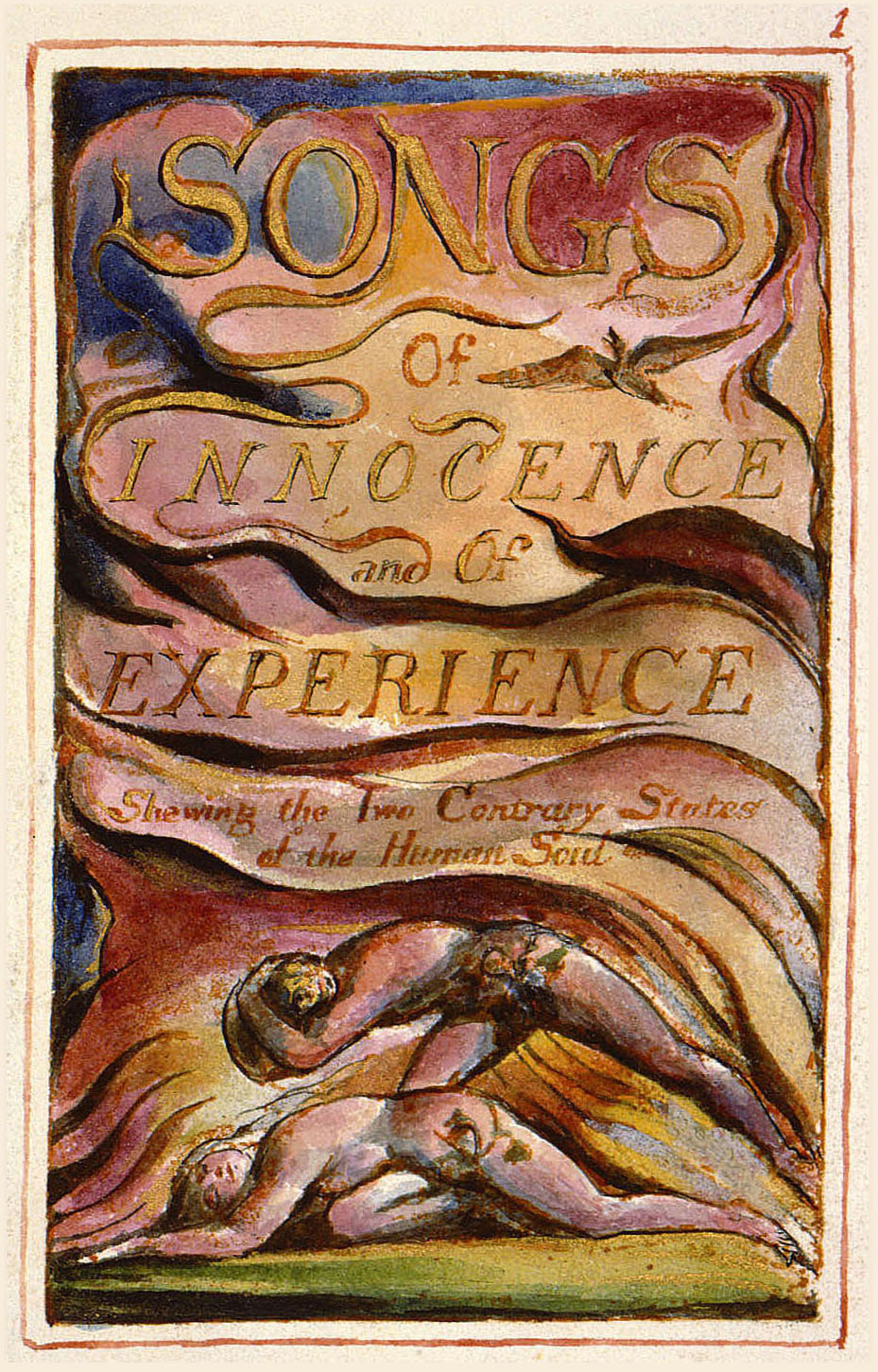
Písničky nevinnosti a zkušenosti, Praha: BB art (2001), přeložil Zdeněk Hron. ISBN 80-7257-444-2.
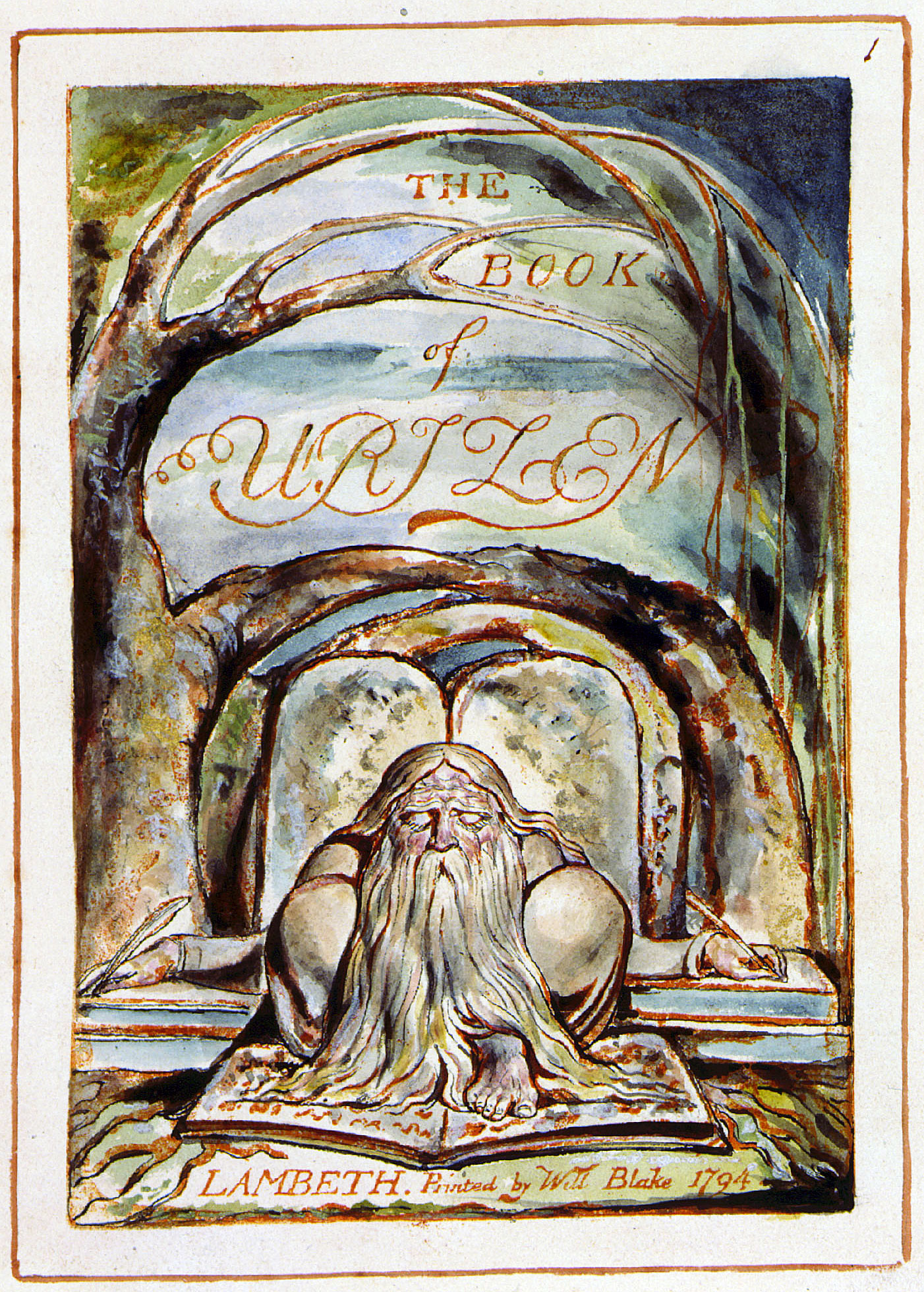
Kniha Urizenova
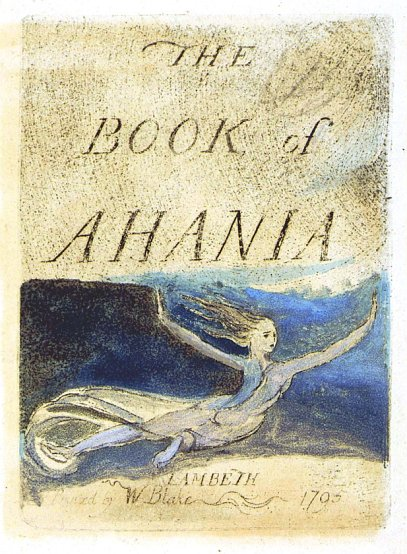
Kniha Ahánie
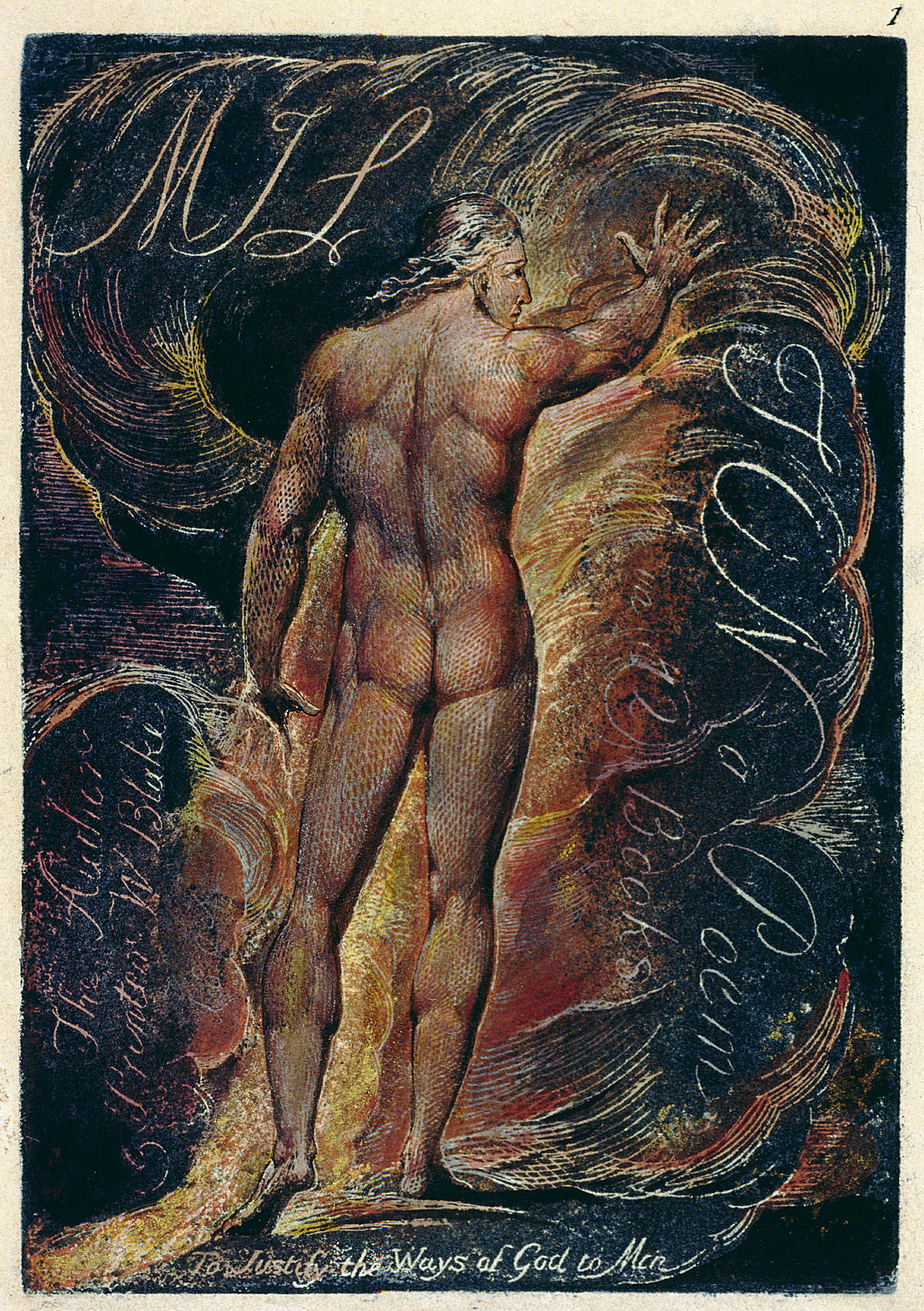
Milton

- Prorocké knihy, Praha: BB art (2002), přeložil Zdeněk Hron.
- Tygře, tygře, žhavě žhneš, Praha: Dokořán (2010), přeložil Zdeněk Hron. ISBN 978-80-7363-306-6.
- První z mých andělů: dopisy, Praha: Malvern (2014), přeložil Pavel Černovský, přebásnil Tomáš Vondrovic. ISBN 978-80-87580-96-7.
- Pohlavím: Brány ráje, Praha: Malvern (2014), přeložil Pavel Černovský, přebásnil Tomáš Vondrovic. ISBN 978-80-87580-78-3.

## Výtvarné umění

### Chronologie
- 1772–1779 se učil u rytce J. Basira, pro něhož kopíroval gotické obrazy ve Westminsterském opatství
- 1779–1780 studoval na londýnské akademii, kde projevoval vyslovený odpor proti akademické výuce, kreslení podle antik a podle modelů
- 1780 se osamostatnil jako grafik a ilustrátor. Spřátelil se se sochařem J. Flaxmanem a švýcarským malířem H. Füsslim.
- 1782 se žení s Kateřinou Butcherovou, která mu pomáhala kolorovat rytiny. Po neúspěšném pokusu vést tiskařský obchod se stýkal se společenskými reformátory a pomýšlel i na politickou dráhu.
- 1800–1803 pracoval jako grafik pro básníka W. Hayleye ve Felphamu v Sussexu.
- Po r. 1800 pracoval na velkém mystickém eposu Milton a ilustracích k Blairově knize The Grave (1808), 1804–1818 na velké symbolické knize Jeruzalém; pouze jediný úplný exemplář tohoto díla sám koloroval. V posledních letech se zabýval ilustracemi ke knize Jób[25] a k Dantově Božské komedii.
- 1809 uspořádal samostatnou výstavu v krámě svého bratra, jež skončila naprostým neúspěchem.
- 1818 se spřátelil s malířem J. Linnellem, který ho seznámil s akvarelistou a astrologem J. Varleyem; oba malíři tvořili jádro přátelského kroužku kolem něj v posledních letech jeho života

### Přínos výtvarnému umění
V druhé polovině devadesátých let vytvořil řadu velkých barevných monotypů technikou, kterou sám vynalezl: na desku nanesl silnou vrstvu temperových barev a pořídil z ní několik obtisků, jež pak dokončil perokresbou inkoustem a akvarelem.

### Výtvarná díla (výběr)

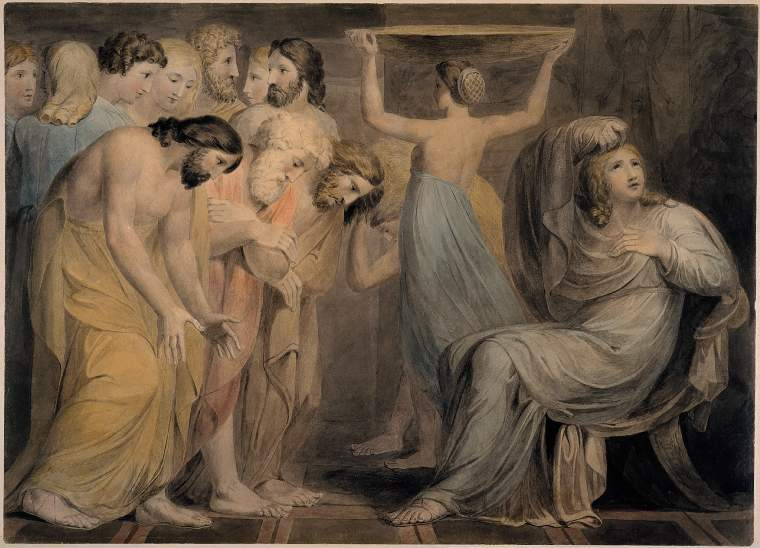
Josefovi bratři prosí Josefa za odpuštění

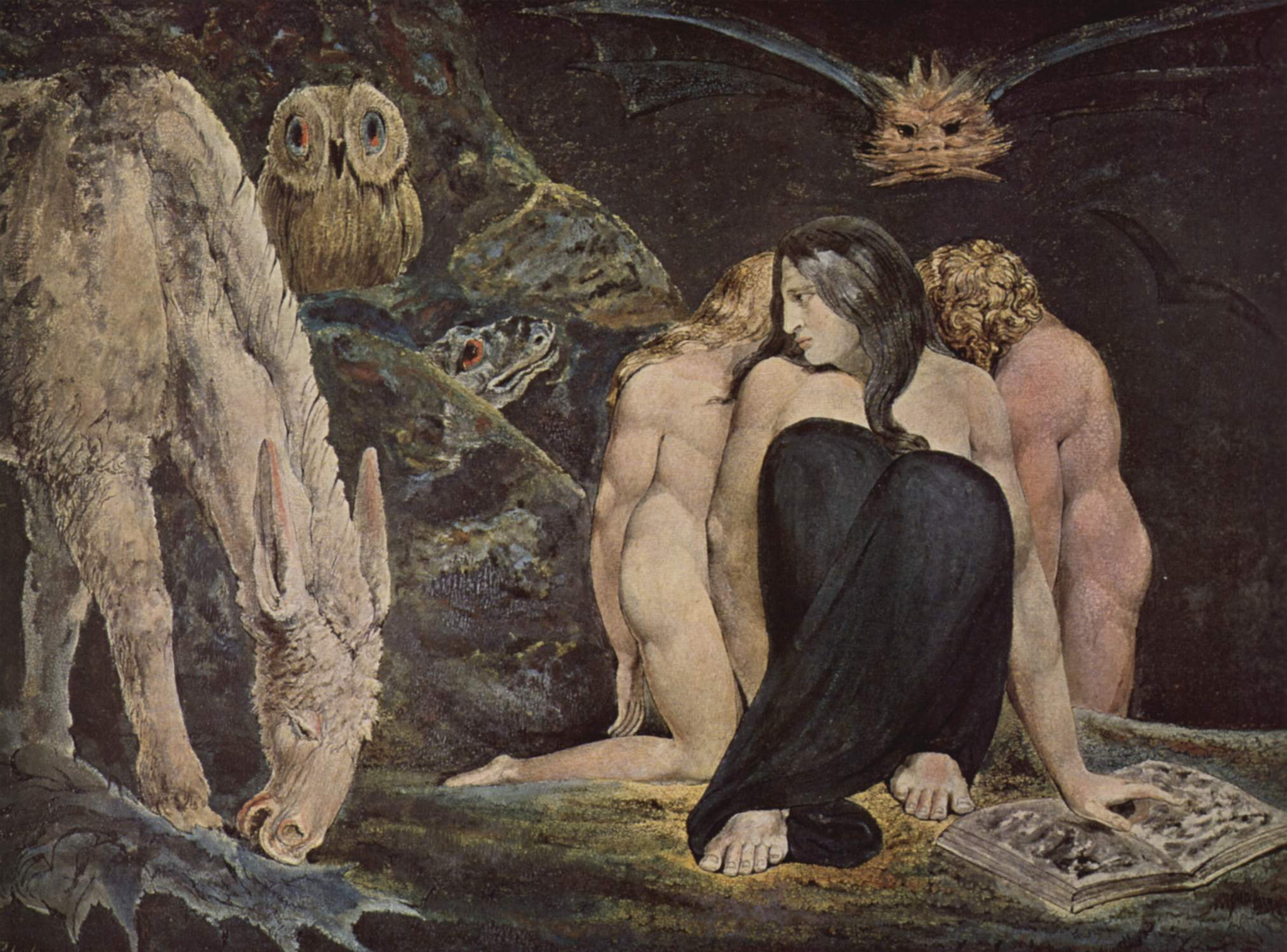
Hekaté

- Josefovi bratři prosí Josefa za odpuštění (1785, Joseph's brethren bowing down before him) – The Fitzwilliam Museum, Cambridge.
- Zpěvy nevinnosti: Ztracené dítě (1789, Songs of Innocence: The Little Boy Lost) – National Gallery of Victoria. Melbourne.
- Pravěk dní (1794, Ancient of Days) – Glasgow University Library, Glasgow.
- Newton (1795) – Tate Gallery, Londýn.
- Hekaté (1795, Hekate) – Tate Gallery, Londýn.
- Velký rudý drak (1803–1805, The Great Red Dragon), série čtyř akvarelů inspirovaná biblickou knihou Zjevení Janovo:
  - Velký rudý drak a žena oděná sluncem I. (The Great Red Dragon and the Woman Clothed with the Sun) – National Gallery of Art, Washington.
  - Velký rudý drak a žena oděná sluncem II. (The Great Red Dragon and the Woman Clothed in Sun) – Brooklyn Museum, New York
  - Velký rudý drak a šelma vystupující z moře (The Great Red Dragon and the Beast from the Sea) – National Gallery of Art, Washington.
  - Číslo bestie je 666 (The Number of the Beast is 666) – The Rosenbach Museum and Library, Filadelfie.
- Satan vylévá morové rány (1826–1827, Satan pours on the plagues – Tate Gallery, Londýn.

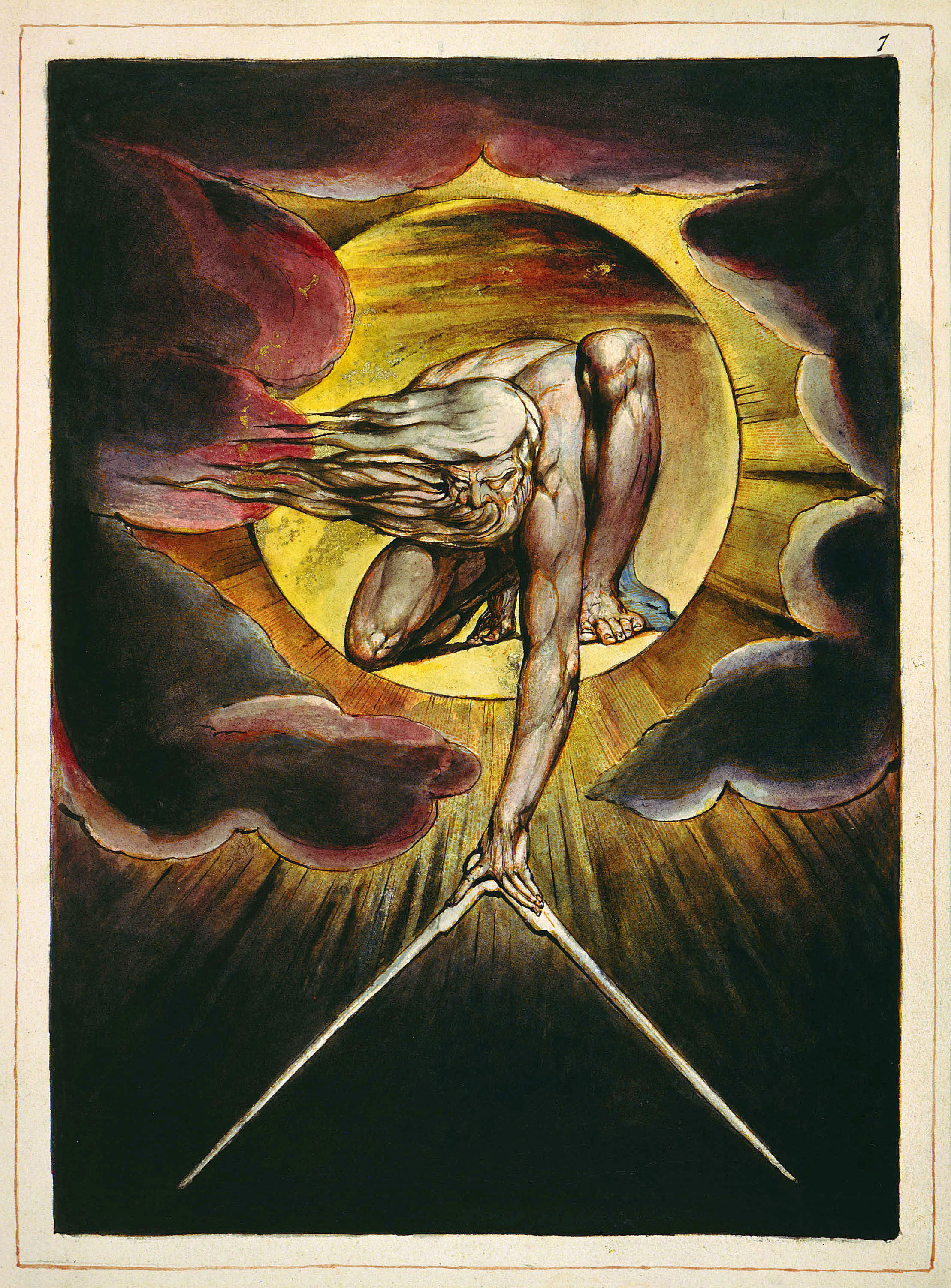
Pravěk dní
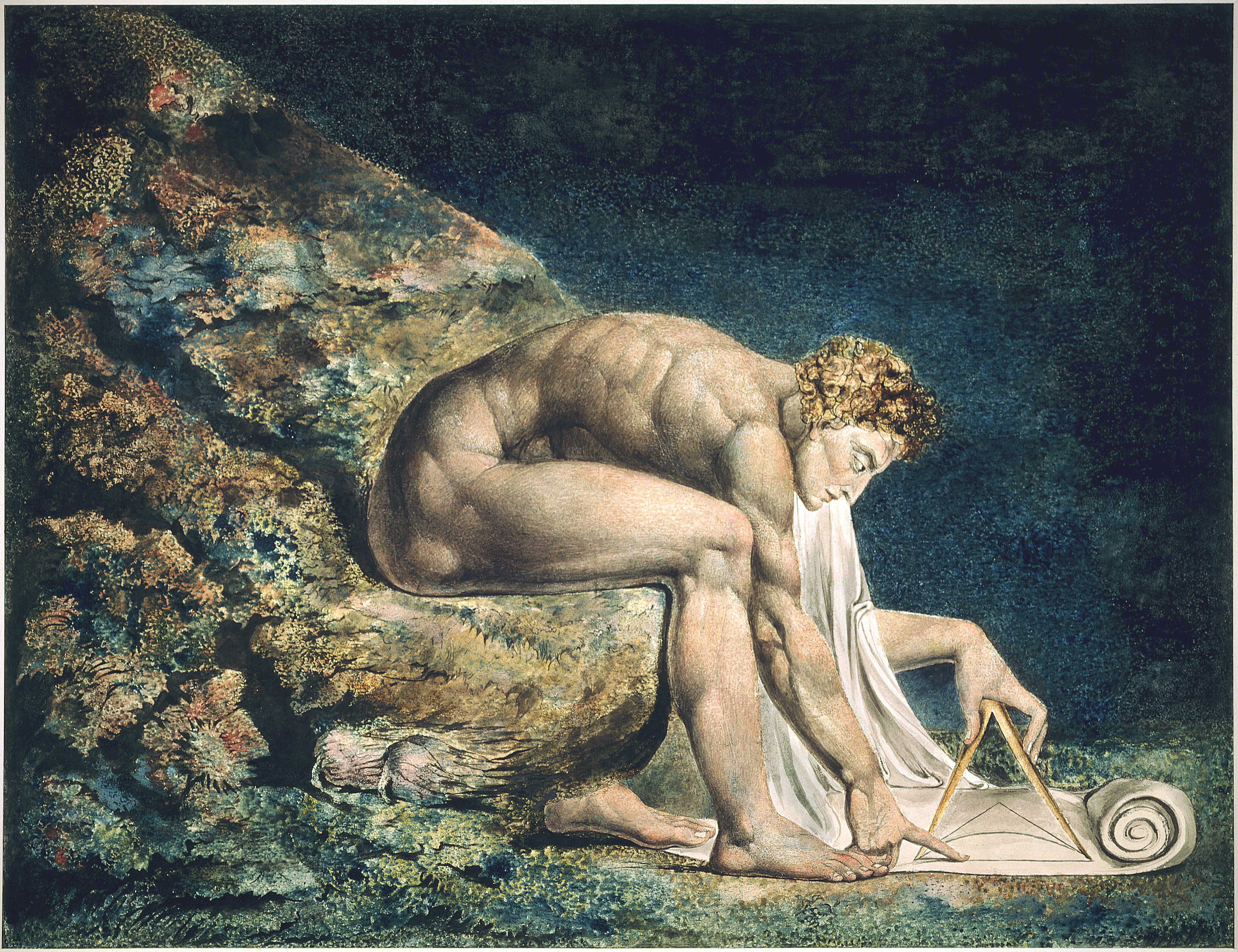
Newton
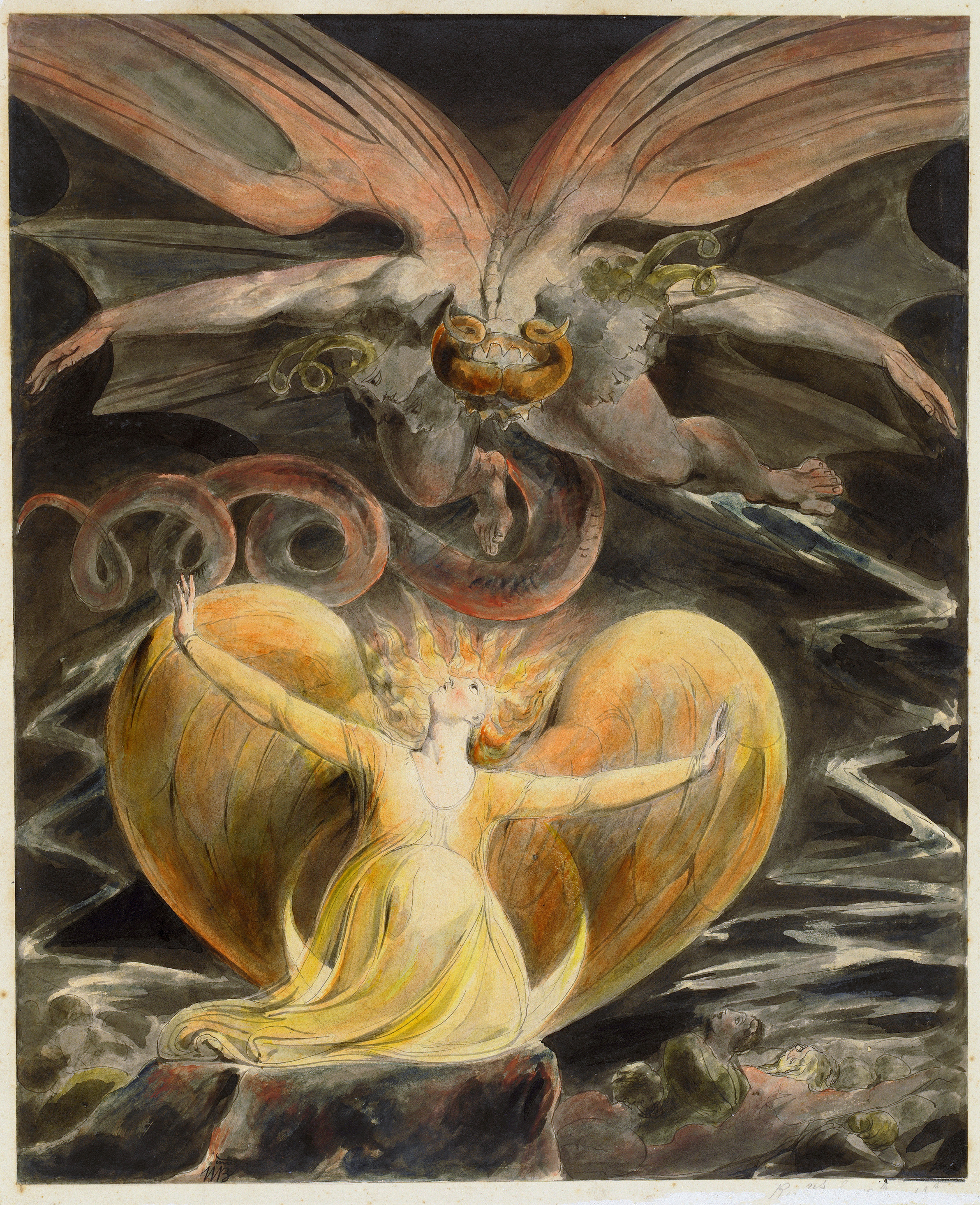
Velký rudý drak a žena oděná sluncem I.
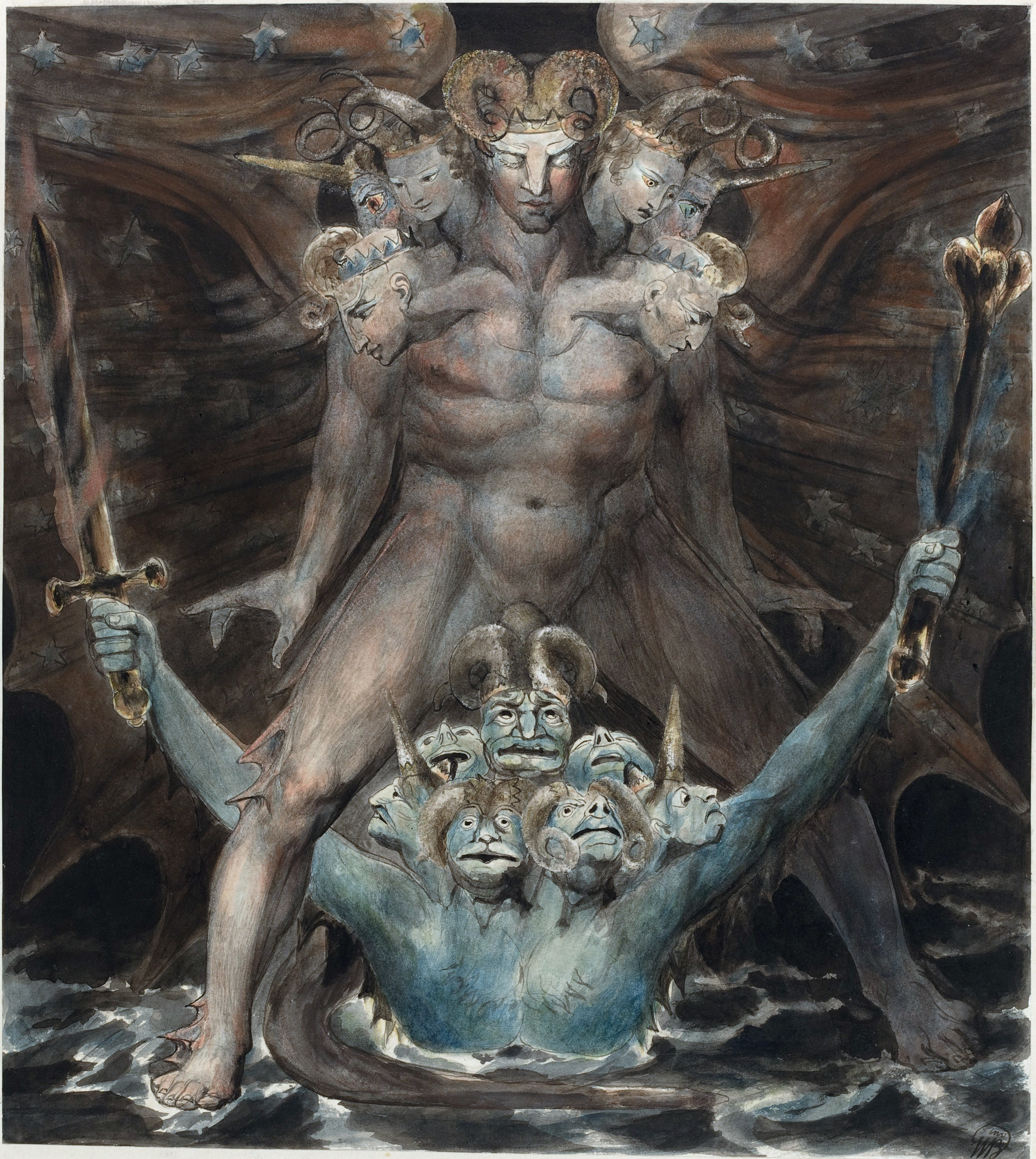
Velký rudý drak a šelma vystupující z moře
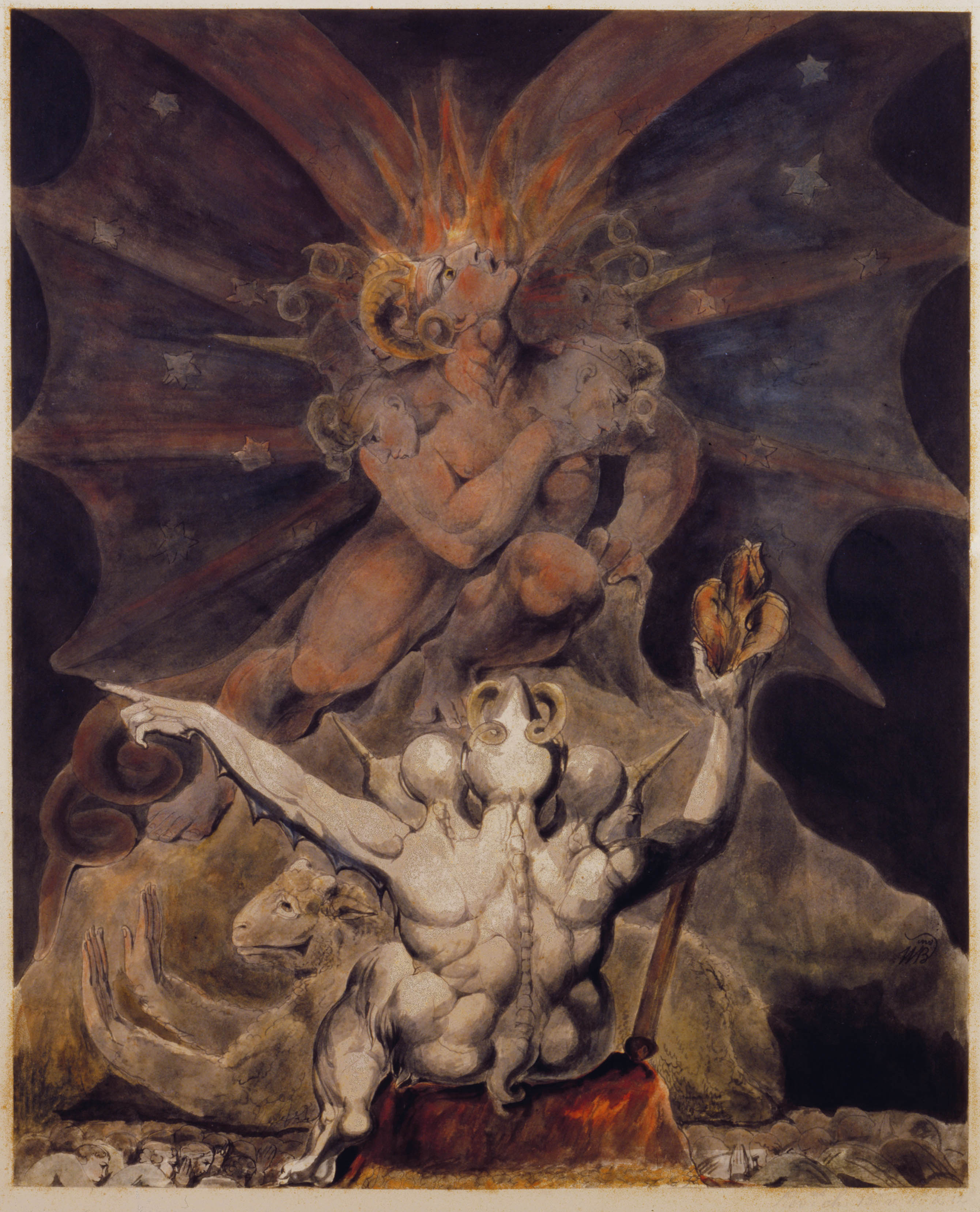
Číslo bestie je 666
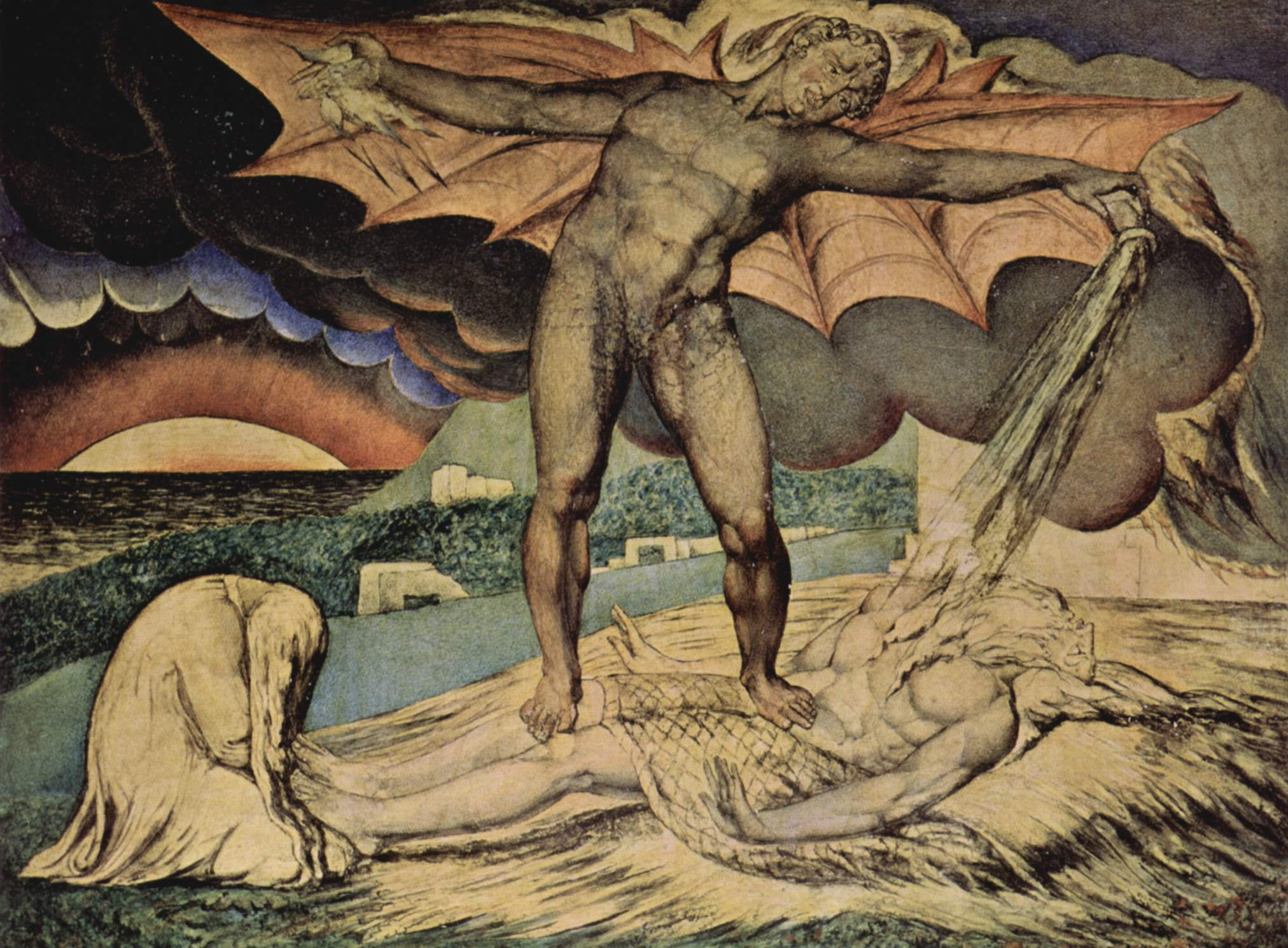
Satan vylévá morové rány

### Blakeovy ilustrace k dílům jiných autorů (výběr)

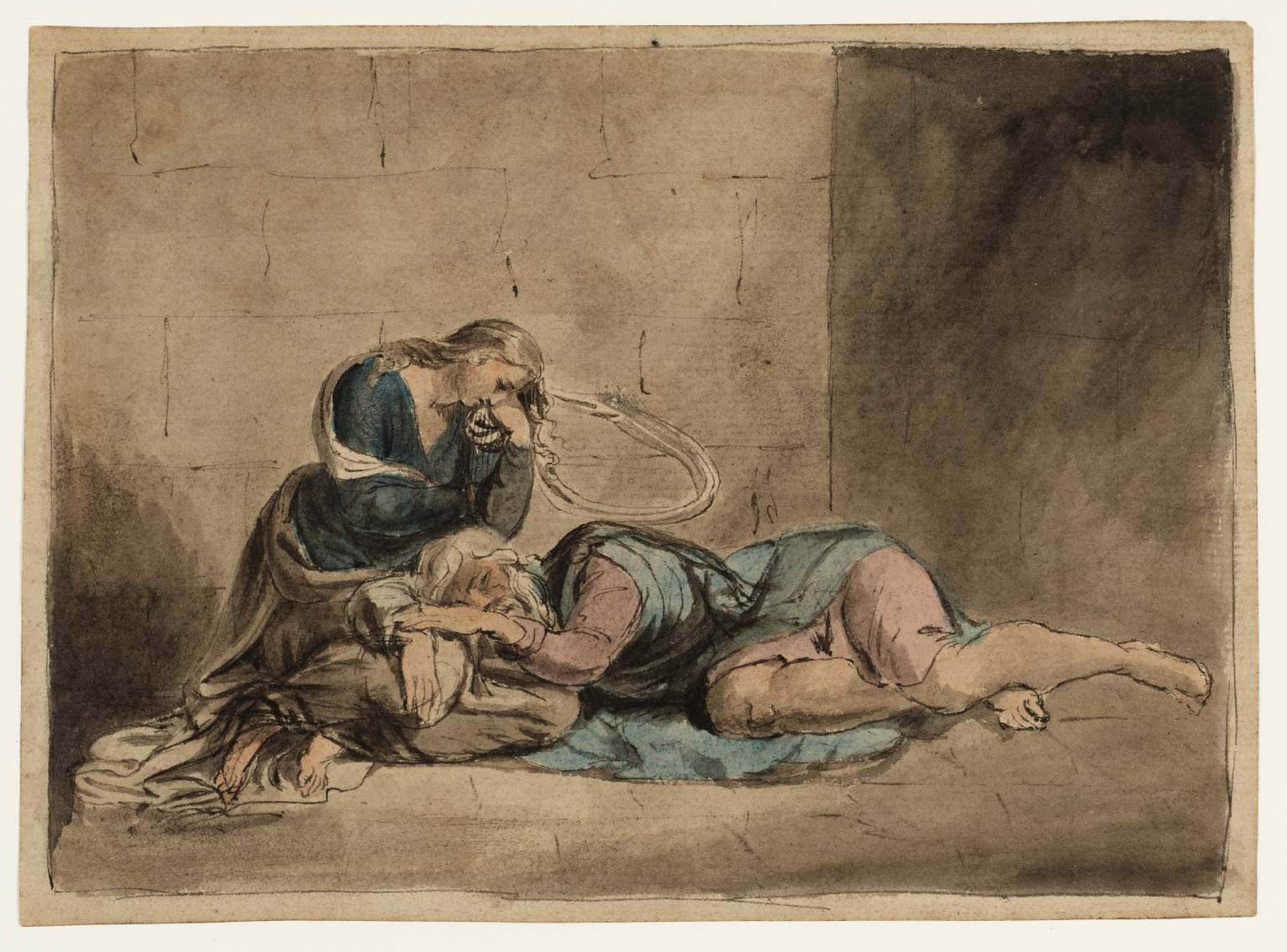
Shakespeare: Král Lear

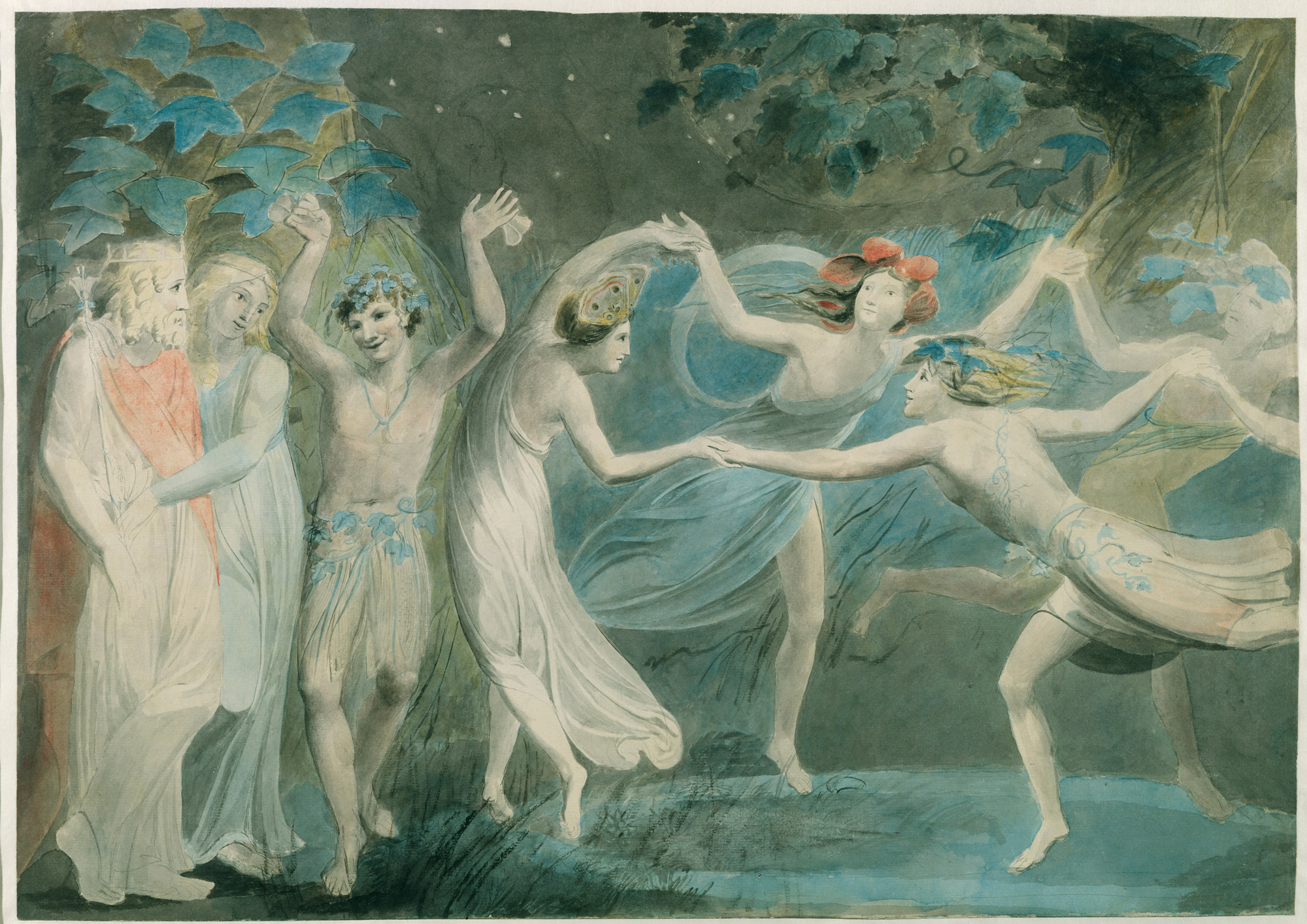
Shakespeare: Sen noci svatojánské

Kromě toho, že ilustroval vlastní knihy, je Blake autorem mnoha ilustrací k Bibli a k následujícím literárním dílům:
- 1779 – William Shakespeare: King Lear (Král Lear).
- 1786 – William Shakespeare: A Midsummer Night's Dream (Sen noci svatojánské).
- 1791 – Mary Wollstonecraftová: Original Stories from Real Life.
- 1793 – John Gay: Fables by John Gay with a Life of the Author.
- 1796 – Gottfried August Bürger, Lenora.
- 1797 – Edward Young: The Complaint, or Night-Thoughts on Life, Death, and Immortality (Nářek aneb Noční rozjímání o životě, smrti a nesmrtelnosti).
- 1798 – Thomas Gray: Poems (Básně).
- 1805 – Robert Blair: The Grave (Hrob).
- 1806 – William Shalespeare: Richard III..
- 1806 – William Shalespeare: Hamlet.
- 1808 – John Milton: Paradise Lost (Ztracený ráj).
- 1809 – William Shalespeare: Henry VIII. (Jindřich VIII.).
- 1810 – Geoffrey Chaucer: The Canterbury Tales (Canterburské povídky).
- 1819–1820 – John Varley: Visionary Heads.
- 1821 – Robert John Thornton: Virgil.
- 1824–1827 – John Bunyan: The Pilgrim's Progress (Poutníkova cesta), nedokončeno.
- 1825–1827 – Dante: Divine Comedy (Božská komedie), nedokončeno.

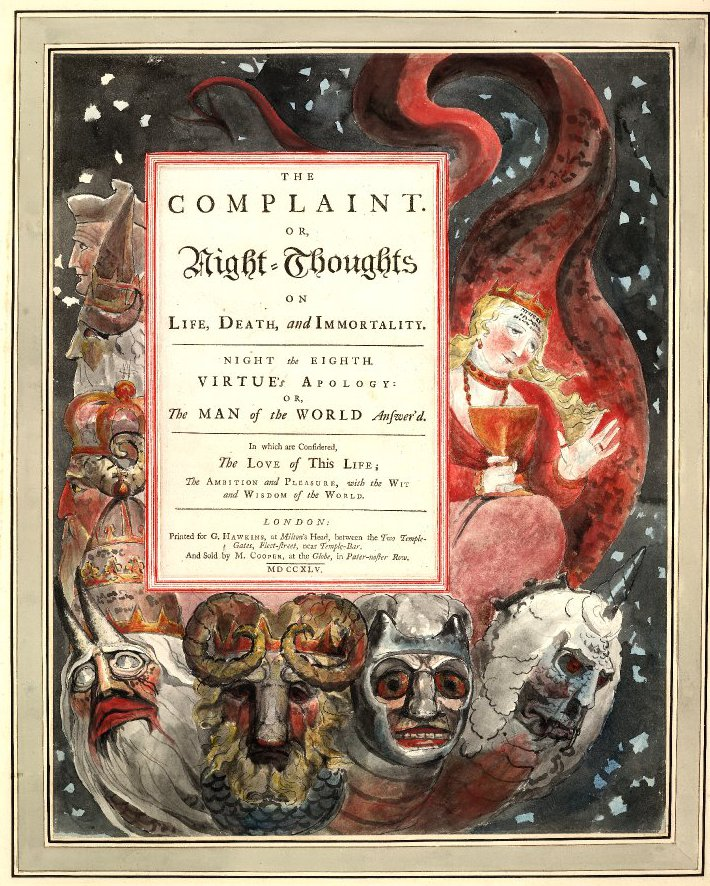
Ilustrace k Nočnímu rozjímání Edwarda Younga
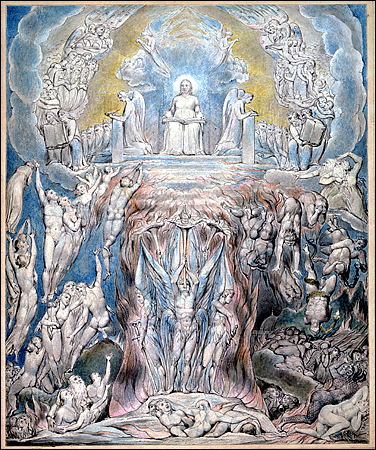
Ilustrace k básní Hrob Roberta Blaira
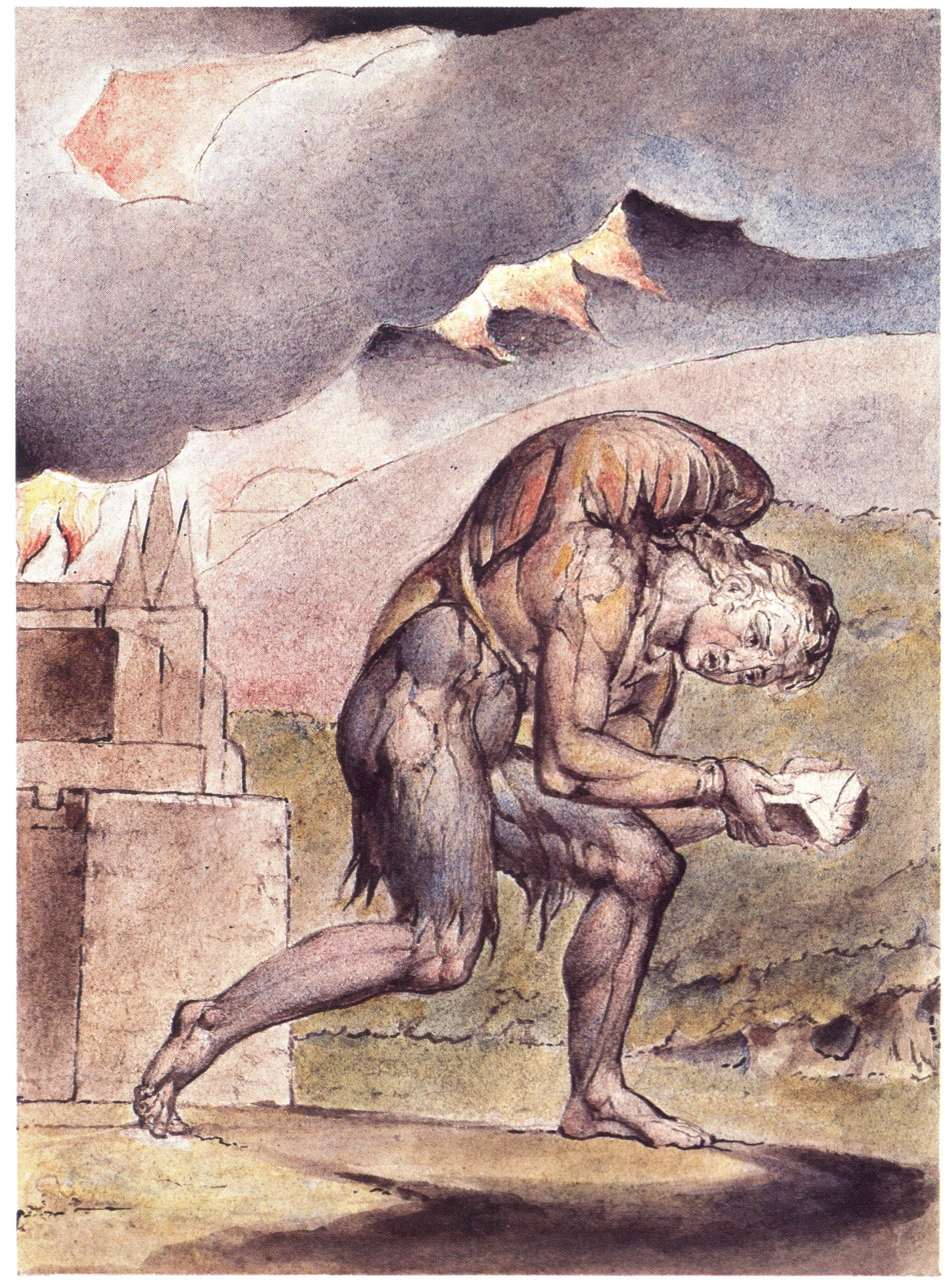
Ilustrace k Poutníkově cestě Johna Bunyana
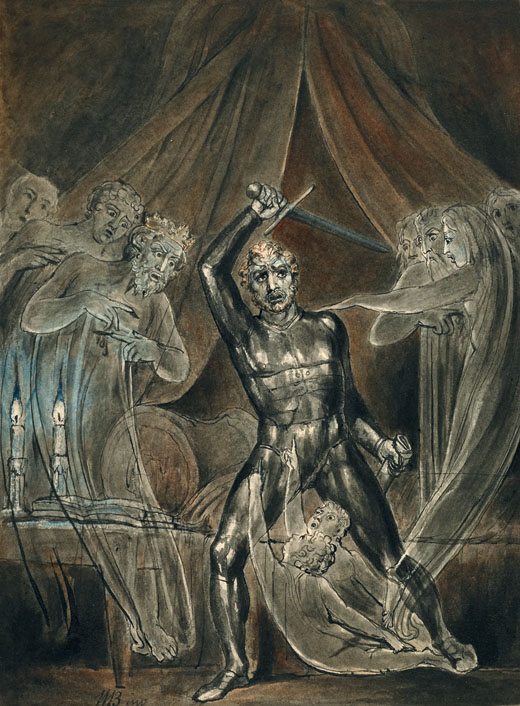
Shakespeare: Richard III.
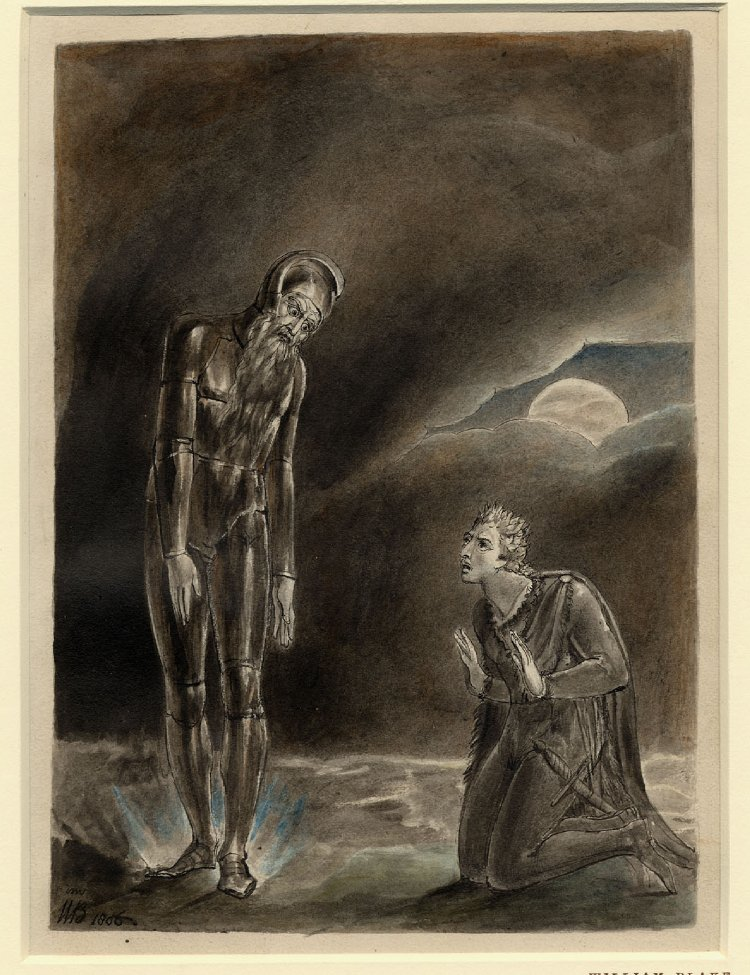
Shakespeare: Hamlet
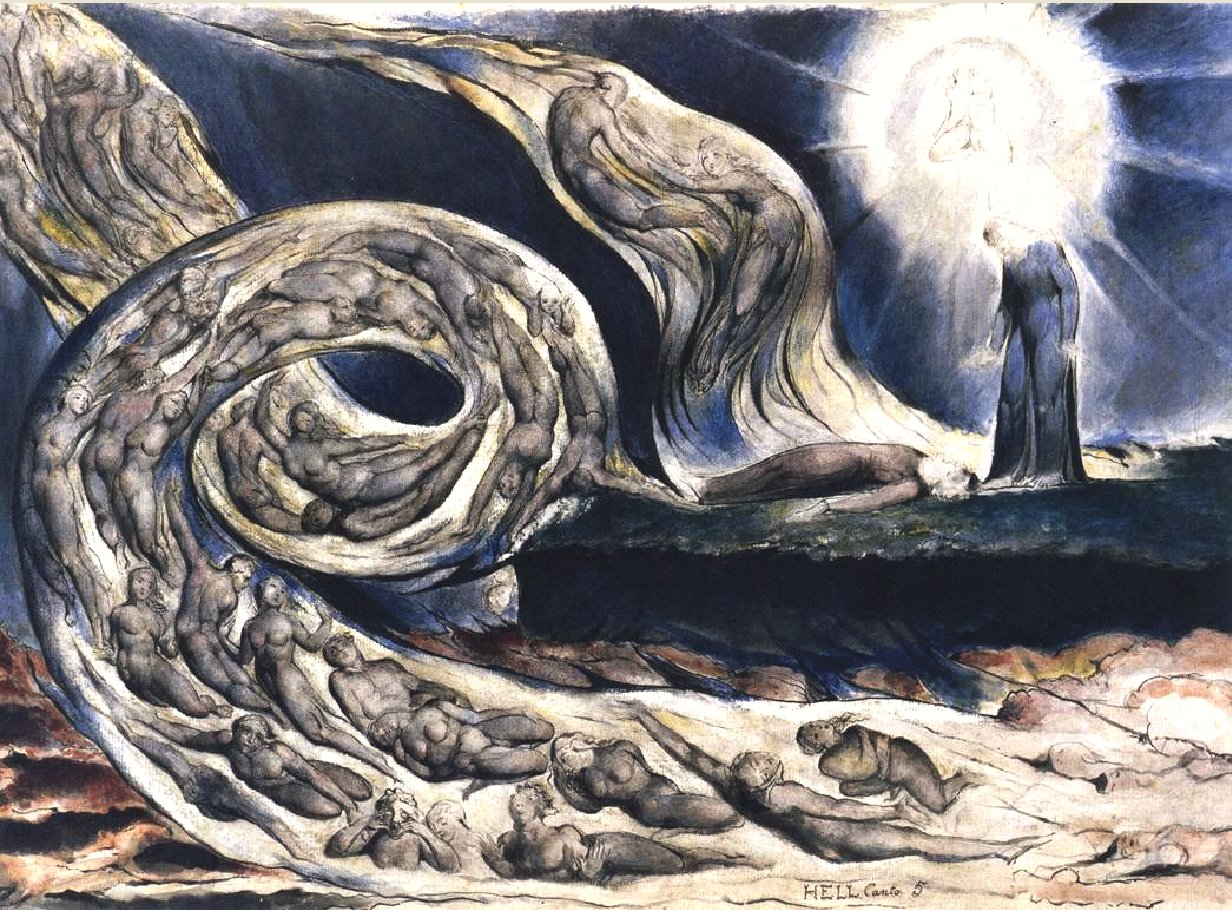
Ilustrace k Dantovu Peklu

### Blakeovy ilustrace k Bibli (výběr)

Kniha Jób – Behemot a Leviatan

- 1799 – Abraham and Isaac (Abrahám a Izák)
- 1799 – The Last Supper (Poslední večeře), tj., Poslední večeře Ježíše Krista,
- 1800 – The Soldiers Casting Lots for Christ's Garments (Vojáci losují o Ježíšův oděv)
- 1803 – The Creation of Eve (Stvoření Evy)
- 1803 – The Baptism of Christ (Kristův křest)
- 1803 – The Third Temptation (Třetí pokušení), tj. třetí Kristovo pokušení
- 1805 – Cain Fleeing from the Wrath of God (Kain prchá před hněvem Božím)
- 1805 – Jacob's Dream (Jákobův sen)
- 1805 – Christ in the Sepulchre, Guarded by Angels (Kristus v hrobce hlídaný anděly')
- 1808 – Adam and Eve (Adam a Eva)
- 1810 – Christ Blessing (Kristovo pořehnání)
- 1823–1826: The Book of Job (Kniha Jób)
- 1825 – The Parable of the Wise and Foolish Virgins (Podobenství o prozíravých a pošetilých pannách)

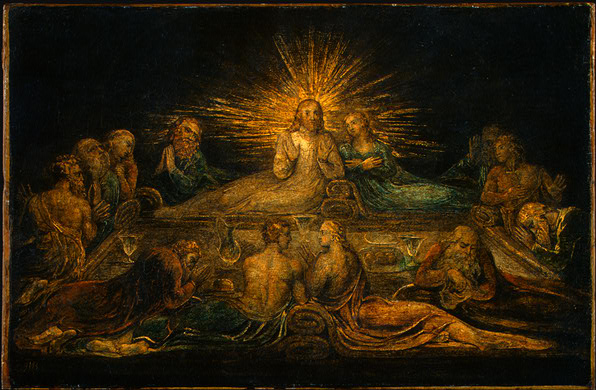
Poslední večeře
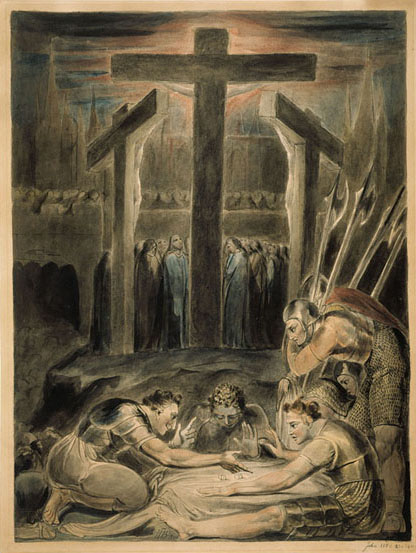
Vojáci losují o Ježíšův oděv
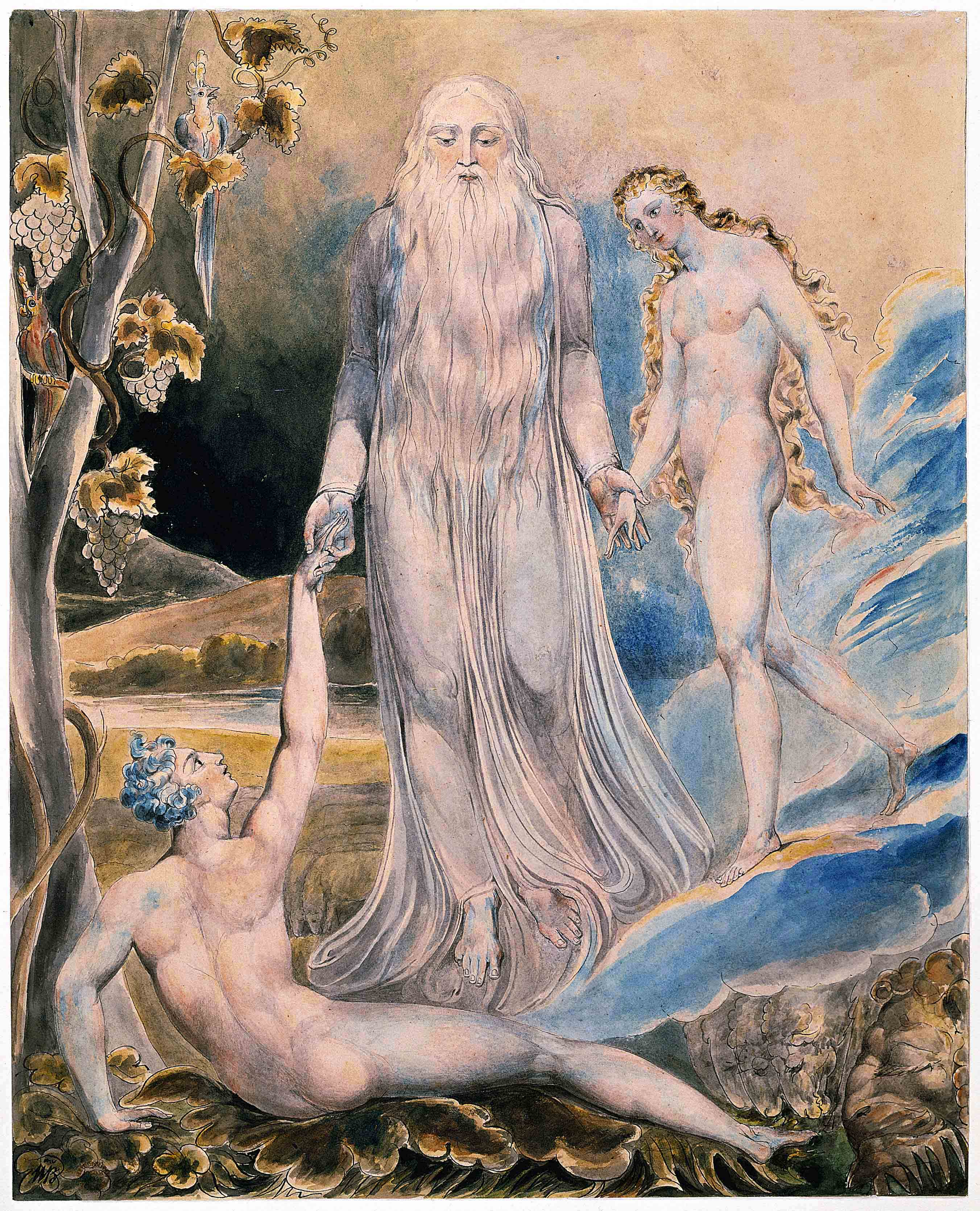
Stvoření Evy
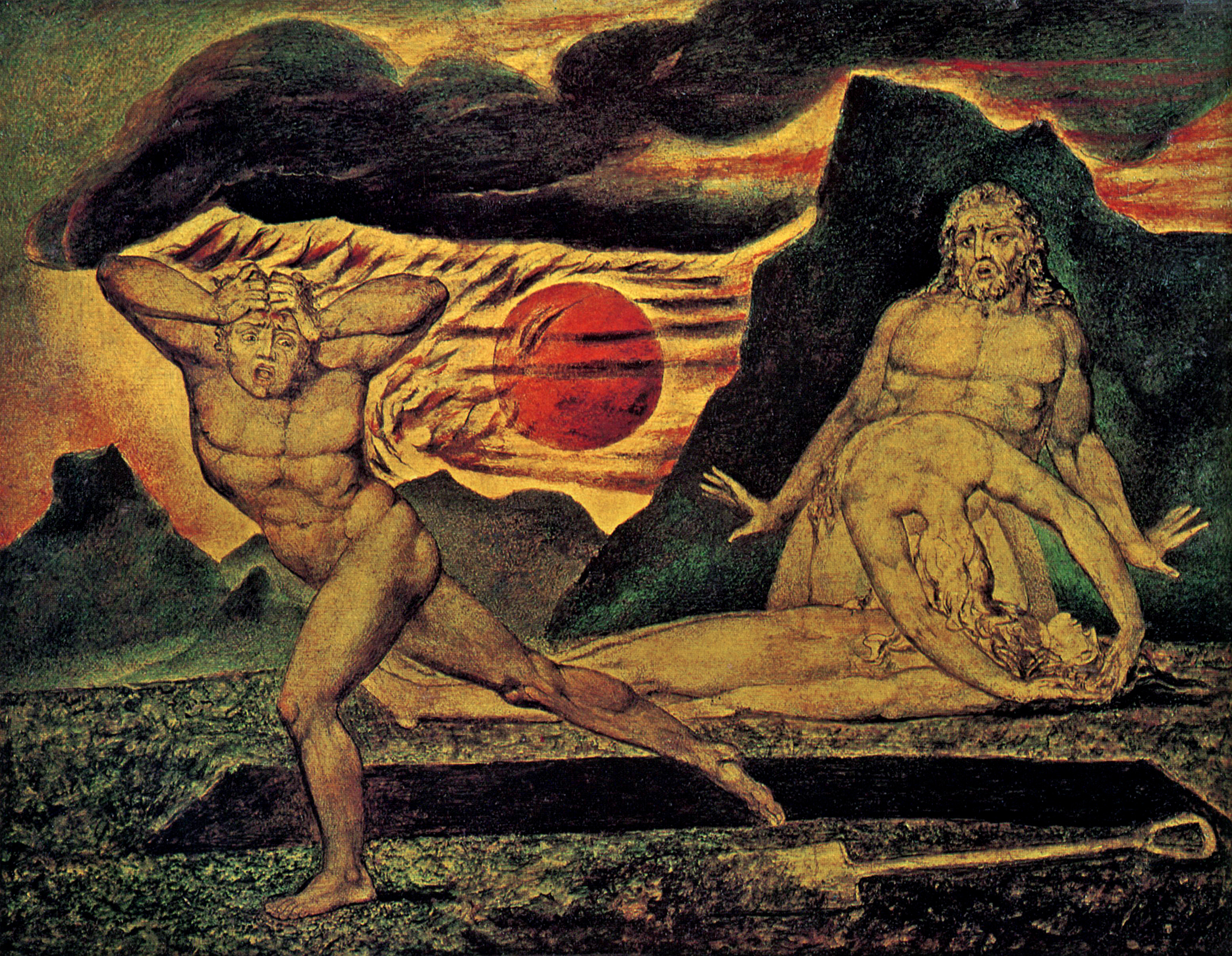
Kain prchá před hněvem Božím
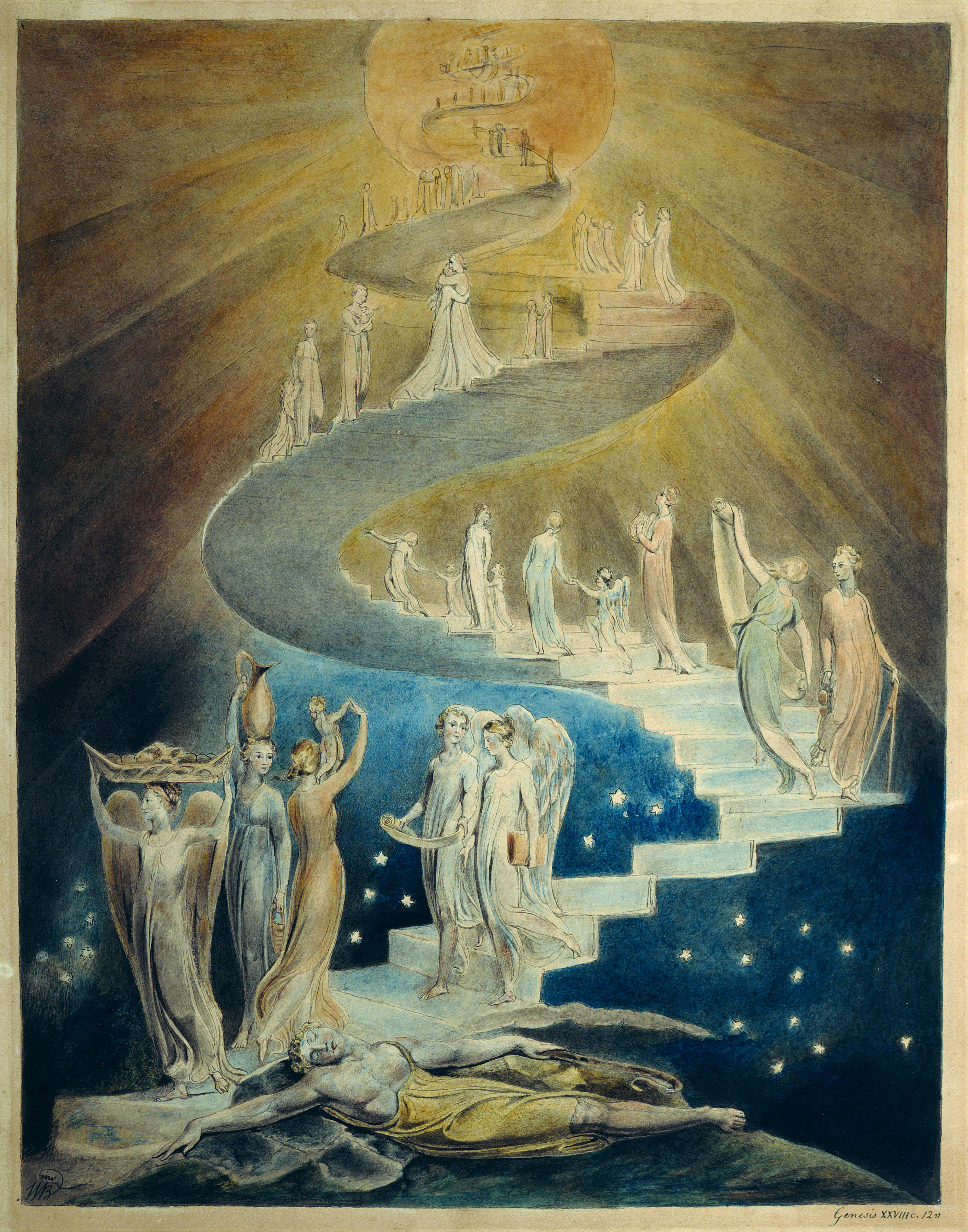
Jákobův sen
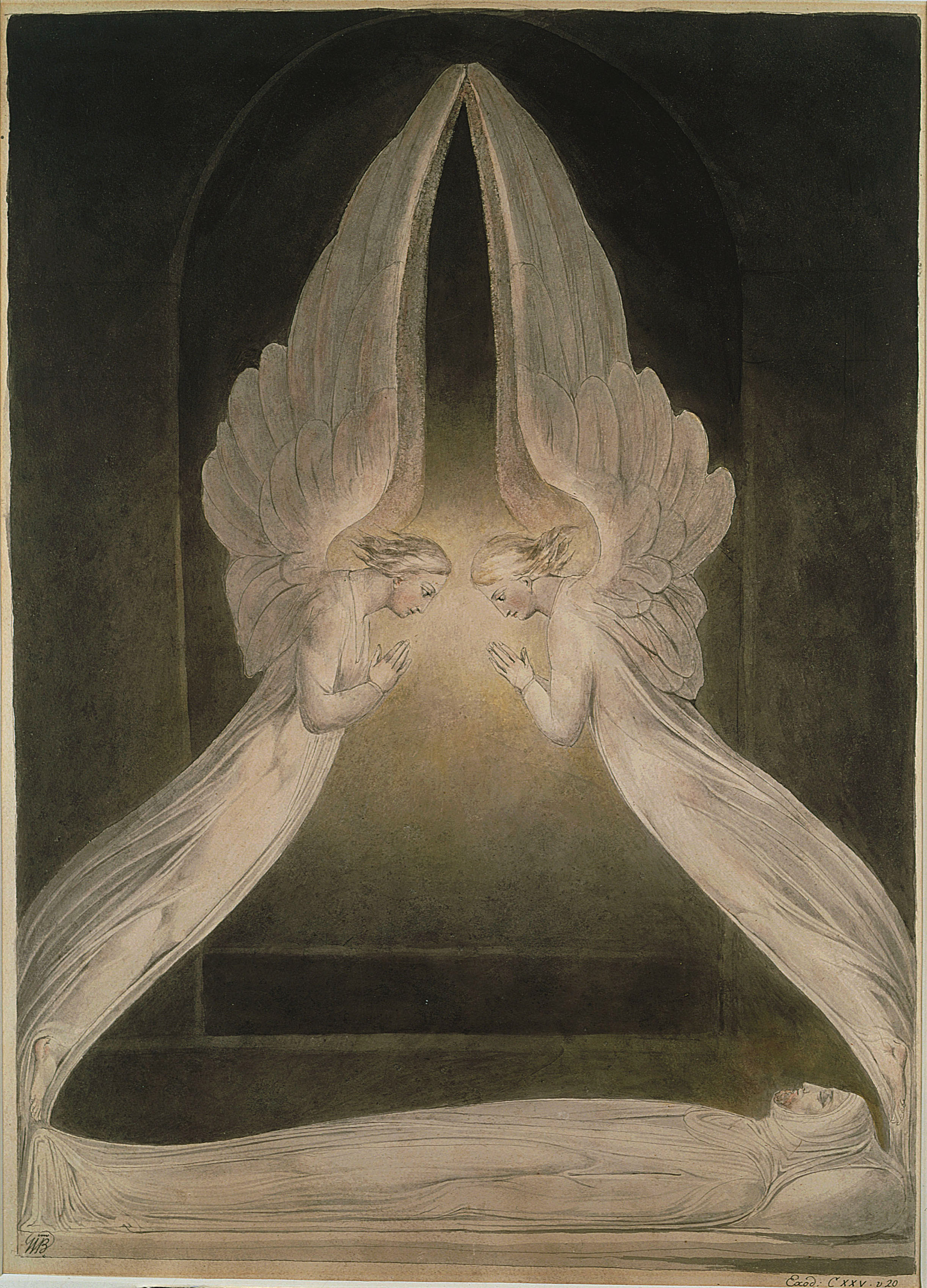
Kristus v hrobce hlídaný anděly